# كيفين مايي
كيفين مايي (بالفرنسية: Kévin Mayi) هو لاعب كرة قدم فرنسي في مركز الهجوم، ولد في 14 يناير 1993 في ليون في فرنسا. شارك مع منتخب فرنسا تحت 19 سنة لكرة القدم ومنتخب فرنسا تحت 20 سنة لكرة القدم ومنتخب فرنسا تحت 21 سنة لكرة القدم. أما مع النوادي، فقد لعب مع نادي جازيليك أجاكسيو ونادي سانت إتيان ونادي نيور.

## وصلات خارجية
- كيفين مايي على موقع الاتحاد الأوربي (الإنجليزية)
- كيفين مايي على موقع اتحاد تركيا (لاعب) (الإنجليزية)
- كيفين مايي على موقع رابطة كرة القدم الفرنسية للمحترفين (الإنجليزية)
- كيفين مايي على موقع قاعدة بيانات كرة القدم.إي يو (الإنجليزية)
- كيفين مايي على موقع ليكيب (الفرنسية)
- كيفين مايي على موقع ناشيونال فوتبول تيمز (الإنجليزية)
- كيفين مايي على موقع Soccerway.com (الإنجليزية)
- كيفين مايي على موقع AS.com (الإسبانية)